# Verrallina campylostylus
Verrallina campylostylus är en tvåvingeart som beskrevs av Laffoon 1946. Verrallina campylostylus ingår i släktet Verrallina och familjen stickmyggor. Inga underarter finns listade i Catalogue of Life.